# Erhard Schlund
Erhard Schlund OFM (* 25. Juli 1888 in Siegenburg, Niederbayern; † 1. Dezember 1953 in München) war ein deutscher Ordensgeistlicher, Religionswissenschaftler und Philosoph.

## Leben
Nach seinem Abitur im Jahr 1907 in Bamberg trat Erhard Schlund der Ordensgemeinschaft der Franziskaner (OFM) bei. Nach seinem Theologie-Studium wurde er im Jahr 1912 zum Priester geweiht. Während seines Promotionsstudiums wurde er am 15. Januar 1919 Mitglied der katholischen Studentenverbindung K.D.St.V. Vindelicia München im CV. Er war auch Mitglied der katholischen Studentenverbindungen K.D.St.V. Vandalia Prag im CV, K.D.St.V. Fredericia Bamberg im CV, K.D.St.V. Trifels München (Stifter) im CV, KÖHV Rheno-Juvavia Salzburg im ÖCV und KDStV Ostmark Nürnberg im CV. 1921 wurde er in München mit einer Arbeit über Die philosophischen Probleme des Kommunismus, vornehmlich bei Kant zum Dr. phil. promoviert. Er war später Professor an der theologischen Hochschule der Franziskaner in München. Von 1921 bis 1933 war er CV-Seelsorger und von 1928 bis 1940 Vorsitzender und Herausgeber des Consilium a Vigilantia.

## Wirken
Schlund setzte sich insbesondere mit dem Katholizismus und dem Nationalsozialismus auseinander. Er führte 1923 in seinem wichtigsten Werk Neugermanisches Heidentum im heutigen Deutschland den Nachweis in seinem Aufsatz Der Münchner Nationalsozialismus und die Religion,

„daß Hitler der neue Heiland sein wollte, aber nicht Gottes Sohn, sondern der Sohn seiner Volksgemeinschaft, der erklärte: „Wir wollen keinen anderen Gott haben, als nur Deutschland allein.“, eine Verabsolutierung der Nation. Eine solche nazione deificata, die alles bedeutete, während ihre einzelnen Glieder nichts bedeuteten, war mit einem wahrhaft christlichen Weltbild keinesfalls vereinbar.“

Maßgeblich durch Schlunds Einfluss übernahm der Cartellverband bei seiner 61. Cartellversammlung im August 1932 in München die vom deutschen Episkopat verkündete Unvereinbarkeit von NSDAP-Mitgliedschaft und katholischem Glauben.

## Schriften
- Der Bolschewismus: sein Begriff, seine Geschichte, seine Ziele, seine Wirkungen, seine Aussichten. Jos. C. Huber, Dießen am Ammersee 1919.
- Die philosophischen Probleme des Kommunismus. Vornehmlich bei Kant. 1922.
- Neugermanisches Heidentum im heutigen Deutschland. Verlag Dr. Pfeiffer, München 1923.
- zusammen mit Polykarp Schmoll: Der moderne Mensch und seine religiösen Probleme. Fünf Vorträge. Matthias-Grünewald-Verlag. Mainz 1924.
- Handbuch für das franziskanische Deutschland, Pfeiffer, München 1926.
- Die Religion im Weltkrieg. 1931.
- Antonius von Padua. Festgabe zum 700. Todestag. Gsur & Co., Wien 1931.
- Theologische Gegenwartsfragen. Regensburg 1940.
- Grundrisse der Religionswissenschaft. 1948.